# The Dawn of Netta
The Dawn of Netta er en amerikansk stumfilm fra 1912 af Tom Ricketts.

## Medvirkende
- Donald MacDonald som Will Barton